# NGC 2868
NGC 2868 ist eine linsenförmige Galaxie vom Hubble-Typ E-S0 im Sternbild Wasserschlange. Sie ist schätzungsweise 496 Millionen Lichtjahre von der Milchstraße entfernt.
Das Objekt wurde im Jahre 1886 von dem Astronomen Frank Muller entdeckt.